# Список послов России в Гессене
В статье представлен список послов России в Гессене.

## Хронология дипломатических отношений
- 1839 г. — установлены дипломатические отношения. Осуществлялись через миссию в Штутгарте.
- 1841—1856 гг. — дипломатические отношения осуществлялись через миссию во Франкфурте.
- 1856 г. — открытие российской миссии в Дармштадте.
- 19 июля 1914 г. — дипломатические отношения прекращены после объявления Германией войны России.

## Список послов
| Срок полномочий                  | Посол                          | Годы жизни | Комментарии                                           |
| -------------------------------- | ------------------------------ | ---------- | ----------------------------------------------------- |
| 5 августа 1839 — 17 февраля 1840 | Филипп Иванович Бруннов        | 1797—1875  | Посланник                                             |
| 24 мая 1840 — 2 декабря 1841     | Павел Иванович Медем           | 1800—1854  | Посланник                                             |
| 5 декабря 1841 — 22 декабря 1847 | Пётр Яковлевич Убри            | 1774—1847  | Посланник                                             |
| 1 января 1848 — 29 января 1850   | Андрей Фёдорович Будберг       | 1817—1881  | Посланник                                             |
| 29 января 1850 — 8 июня 1853     | Дмитрий Григорьевич Глинка     | 1808—1883  | Поверенный в делах                                    |
| 8 июня 1855 — 6 мая 1856         | Филипп Иванович Бруннов        | 1797—1875  | Посланник                                             |
| 7 июля 1856 — 29 октября 1869    | Камилл Ксаверьевич Лабенский   | 1800—1871  | Министр-резидент до 10 августа 1858, затем посланник  |
| 12 ноября 1869 — 20 мая 1880     | Николай Дмитриевич Остен-Сакен | 1831—1912  | Поверенный в делах до 22 ноября 1869, затем посланник |
| 20 мая 1880 — 7 августа 1882     | Карл Андреевич Гельцке         | 1826—1910  | Посланник                                             |
| 5 мая 1883 — 27 марта 1884       | Егор Егорович Стааль           | 1822—1907  | Посланник                                             |
| 2 апреля 1884 — 1 февраля 1895   | Николай Дмитриевич Остен-Сакен | 1831—1912  | Посланник                                             |
| 1 февраля 1895 — 16 января 1901  | Пётр Иванович Озеров           | 1833—1901  | Министр-резидент                                      |
| 22 января 1901 — 1906            | Иван Александрович Кудашев     | 1859—1933  | Министр-резидент                                      |
| 1907 — 1910                      | Андрей Павлович Дубенской      |            | Министр-резидент                                      |
| 1910 — 1911                      | Владимир Карлович Кнорринг     | 1859—1931  | Министр-резидент                                      |
| 1911 — 18 июля 1914              | Василий Яковлевич Фан дер Флит | 1867—1948  | Министр-резидент                                      |
| 18 июля — 19 июля 1914           | Сергей Дмитриевич Боткин       | 1869—1945  | Министр-резидент                                      |